# Hydraeninae
Hydraeninae zijn een onderfamilie van kevers uit de familie van de waterkruipers (Hydraenidae).

## Taxonomie
De onderfamilie is als volgt onderverdeeld:
- Tribus Hydraenidini Perkins, 1980
  - Geslacht Haptaenida
  - Geslacht Hydraenida
  - Geslacht Parhydraenida
- Tribus Hydraenini Mulsant, 1844
  - Geslacht Adelphydraena
  - Geslacht Hydraena
- Tribus Limnebiini Mulsant, 1844
  - Geslacht Limnebius
  - Geslacht Laeliaena
- Tribus Madagastrini Perkins, 1997
  - Geslacht Davidraena
  - Geslacht Gondraena
  - Geslacht Madagaster
- Tribus Parhydraenini Perkins, 1997
  - Geslacht Decarthrocerus
  - Geslacht Discozantaena
  - Geslacht Parhydraena
  - Geslacht Parhydraenopsis
  - Geslacht Pneuminion
  - Geslacht Protozantaena